# Bald Knob
Bald Knob é uma cidade localizada no estado americano de Arkansas, no Condado de White.

## Demografia
Segundo o censo americano de 2000, a sua população era de 3210 habitantes.
Em 2006, foi estimada uma população de 3346, um aumento de 136 (4.2%).

## Geografia
De acordo com o United States Census Bureau, a localidade tem uma área de 11,8 km², dos quais 11,6 km² cobertos por terra e 0,2 km² cobertos por água. Bald Knob localiza-se a aproximadamente 256 m acima do nível do mar.

## Localidades na vizinhança
O diagrama seguinte representa as localidades num raio de 24 km ao redor de Bald Knob.